# 클로드 데릭
클로드 레스터 데릭(Claud Lester Derrick, 1888년 6월 11일 ~ 1974년 7월 15일)은 미국의 전 프로 야구 선수로, 1910년대에 메이저 리그 베이스볼 (MLB)에서 유격수로 활약했다. 5시즌 동안 필라델피아 애슬레틱스, 뉴욕 양키스, 신시내티 레즈, 시카고 컵스에서 뛰었다. 통산 113경기에 출전해 79안타, 1홈런, 33타점, 35득점, .242의 타율을 기록했다.